# Wiltshire Museum

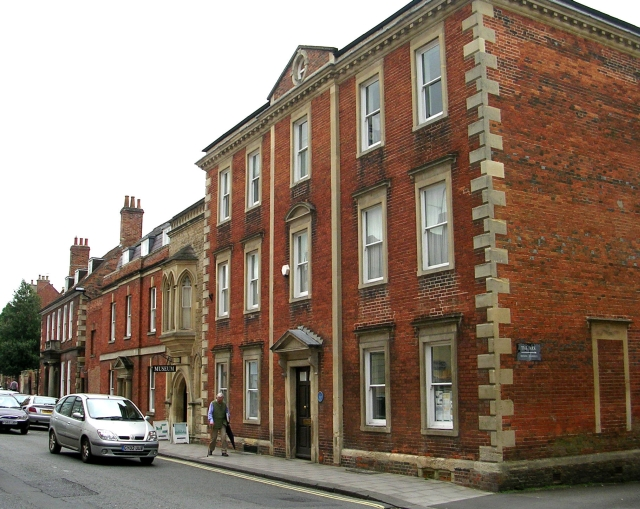

Das Wiltshire Museum ist ein Archäologie-Museum in der Stadt Devizes in der Grafschaft Wiltshire in dem Vereinigten Königreich von Großbritannien und Nordirland.
Dieses Museum präsentiert Funde aus seiner Region von der Altsteinzeit bis zu dem Mittelalter. Einen Schwerpunkt bilden bronzezeitliche Funde von den Welterbestätten Stonehenge, Avebury and Associated Sites, Overton Hill und Bush Barrow.
Die Wiltshire Archaeological and Natural History Society hat 1873 dieses Museum gegründet.